# Zlatý glóbus za nejlepší minisérii nebo TV film
Zlatý glóbus za nejlepší minisérii nebo TV film uděluje Asociace zahraničních novinářů v Hollywoodu (angl. Hollywood Foreign Press Association) od roku 1972.
Následující seznam obsahuje vítězné filmy a jejich režiséry. Rok u filmu znamená jeho vznik; nikoliv rok, kdy se konal slavnostní ceremoniál. Má-li film český distribuční název, je uveden pod ním.

## Vítězové

### 1971–1980
- 1971: The Snow Goose – režie Richard Harris, Jenny Agutter
- 1972: That Certain Summer – režie Lamont Johnson
- 1973: Cena neudělena
- 1974: Cena neudělena
- 1975: Babe – režie Buzz Kulik
- 1976: Eleanor and Franklin – režie Daniel Petrie
- 1977: Operace Blesk – režie Irvin Kershner
- 1978: A Family Upside Down – režie David Lowell Rich
- 1979: Na západní frontě klid – režie Delbert Mann
- 1980: The Shadow Box – režie Paul Newman

### 1981–1990
- 1981: Bill – režie Anthony Page a Na východ od ráje - režie Harvey Hart
- 1982: Návrat na Brideshead – režie Michael Lindsay-Hogg, Charles Sturridge
- 1983: Ptáci v trní – režie Daryl Duke
- 1984: Something About Amelia – režie Randa Haines
- 1985: Perla v koruně – režie Jim O'Brien
- 1986: The Promise – režie Glenn Jordan
- 1987: Útěk ze Sobiboru – režie Jack Gold a Poor Little Rich Girl: The Barbara Hutton Story – režie Charles Jarrott
- 1988: War and Remembrance – režie Dan Curtis
- 1989: Osamělá holubice – režie Simon Wincer
- 1990: Decoration Day – režie Robert Markowitz

### 1991–2000
- 1991: One Against the Wind – režie Larry Elikann
- 1992: Sinatra – režie James Steven Sadwith
- 1993: Barbarians At the Gate – režie Glenn Jordan
- 1994: Amazonie v plamenech – režie John Frankenheimer
- 1995: Obvinění: Proces s McMartinovými – režie Mick Jackson
- 1996: Rasputin – režie Uli Edel
- 1997: George Wallace – režie John Frankenheimer
- 1998: Ze Země na Měsíc – režie Jon Turteltaub, Jonathan Mostow, Frank Marshall, Tom Hanks, Gary Fleder, Sally Fieldová, David Carson, David Frankel, Graham Yost, Michael Grossman, Lili Fini Zanuck
- 1999: RKO 281 – režie Benjamin Ross
- 2000: Špinavá záležitost – režie Frank Pierson

### 2001–2010
- 2001: Bratrstvo neohrožených – režie Richard Loncraine, David Frankel, David Leland, Tony To, Phil Alden Robinson, David Nutter, Tom Hanks, Mikael Salomon
- 2002: Stahující se mračna – režie Richard Loncraine
- 2003: Andělé v Americe – režie Mike Nichols
- 2004: Život a smrt Petera Sellerse – režie Stephen Hopkins
- 2005: Zánik Empire Falls – režie Fred Schepisi
- 2006: Královna Alžběta – režie Tom Hooper
- 2007: Lord Longford – režie Tom Hooper
- 2008: John Adams – režie Tom Hooper
- 2009: Grey Gardens – režie Michael Sucsy
- 2010: Carlos – režie Olivier Assayas

### 2011–2020
- 2011: Panství Downton – režie Brian Percival, Ben Bolt, Brian Kelly
- 2012: Prezidentské volby – režie Jay Roach
- 2013: Liberace! – režie Steven Soderbergh
- 2014: Fargo – režie Adam Bernstein, Randall Einhorn, Matt Shakman, Scott Winant, Colin Bucksey
- 2015: Wolf Hall – režie Peter Kosminsky
- 2016: American Crime Story - The People v. O.J. Simpson – režie Ryan Murphy, Anthony Hemingway, John Singleton
- 2017: Sedmilhářky – režie Jean-Marc Vallée
- 2018: The Assassination of Gianni Versace: American Crime Story – režie Ryan Murphy, Nelson Cragg, Gwyneth Horder-Payton, Daniel Minahan, Matt Bomer
- 2019: Černobyl – režie Craig Mazin
- 2020: Dámský gambit – režie Scott Frank

### 2021–2030
- 2021: Podzemní železnice – režie Barry Jenkins
- 2022: Bílý lotos – režie Mike White
- 2023: Ve při – režie Lee Sung Jin
- 2024: Sobík – režie Weronika Tofilska, Josephine Bornebusch